# Moritz Ludwig George Wichmann
Moritz Ludwig George Wichmann (14 de septiembre de 1821 – 7 de febrero de 1859) fue un astrónomo alemán, activo observador de planetas menores.

## Semblanza
Wichmann fue alumno del célebre astrónomo Friedrich Bessel. Trabajó en el Observatorio de Königsberg, donde manejó su famoso heliómetro. En 1853 publicó una determinación del paralaje de la estrella Groombridge 1830.

## Eponimia
- El cráter lunar Wichmann lleva este nombre en su memoria.[2]
- El asteroide (7103) Wichmann también conmemora su nombre.[3]